# Paulhan
Paulhan este o comună în departamentul Hérault din sudul Franței. În 2009 avea o populație de 3.563 de locuitori.

## Evoluția populației
| An        | 1975  | 1982  | 1990  | 1999  | 2006  | 2009  |
| --------- | ----- | ----- | ----- | ----- | ----- | ----- |
| Populație | 2.276 | 2.379 | 2.580 | 2.634 | 3.195 | 3.563 |